# الکساندر کورمیچ
الکساندر کورمیچ (اوکراینی: Заяц Ярослав Николаевич؛ زادهٔ ۲ اکتبر ۱۹۷۲) بازیکن فوتبال اهل اوکراین است.